# پوپه (نووی پازار)
پوپه (به صربی: Pope) یک منطقهٔ مسکونی در صربستان است که در نووی پازار واقع شده‌است.